# Diplospora erythrospora
Diplospora erythrospora är en måreväxtart som först beskrevs av George Henry Kendrick Thwaites, och fick sitt nu gällande namn av Joseph Dalton Hooker. Diplospora erythrospora ingår i släktet Diplospora och familjen måreväxter. IUCN kategoriserar arten globalt som akut hotad.
Artens utbredningsområde är Sri Lanka. Inga underarter finns listade i Catalogue of Life.